# Team Sparebanken Sør
A equipa ciclista Sparebanken Sør é uma antiga equipa ciclista norueguêsa, criada em 2010 por Thor Hushovd sob o nome de Plussbank Cervélo, chamou-se depois Plussbank-BMC em 2012, Plussbank em 2013, e Sparebanken Sør de 2014 a 2017, a sua última estação. Durando estes oito anos, tem tido o estatuto de equipa continental.

## História da equipa
A equipa Plussbank Cervélo foi criada em 2010. Criada pelo corredor norueguês Thor Hushovd, leva os nomes dos seus principais patrocinadores, o banco norueguês Sparebanken Pluss [no] e o fabricante de bicicletas Cervélo, então principal patrocinador do equipa Cervélo na qual corre em Hushovd.
Como consequência da fusão dos bancos Sparebanken Pluss e  Sparebanken Sør, a equipa muda de nome em 2014 e resulta Sparebanken Sør.
A equipa Sparebanken Sør desaparece em final de temporada de 2017, à falta de patrocinador. Disputa a sua última corrida por motivo do campeonato do mundo da contrarrelógio por equipas em Bergen.
Entre os corredores que foram membros destas equipas, Sondre Holst Enger, Sindre Lunke, Amund Grøndahl Jansen são depois passados a profissionais em equipas do World Tour.

## Principais vitórias
- Roserittet : Bjørn Tore Hoem (2012)
- Fyen Rundt : Andreas Vangstad (2015)
- Sundvolden GP : Andreas Vangstad (2016)
- Grande Prêmio Ringerike : Trond Trondsen (2016)
- Baltic Chain Tour : Herman Dahl (2017)

## Classificações UCI
Desde 2010, a equipa participou nos diferentes circuitos continentais e em particular o UCI Europe Tour. Os quadros aqui abaixo apresentam as classificações da equipa nestes circuitos, bem como o seu melhor corredor à classificação individual.
UCI America Tour
| Temporada | Classificação por equipas | Melhor corredor na classificação individual |
| --------- | ------------------------- | ------------------------------------------- |
| 2013      | 19.º                      | Sondre Holst Enger (39.º)                   |

UCI Europe Tour
| Temporada | Classificação por equipas | Melhor corredor na classificação individual |
| --------- | ------------------------- | ------------------------------------------- |
| 2010      | 94.º                      | Øystein Stake Laengen (479.º)               |
| 2011      | 105.º                     | Lorents Onda Aasvold (821.º)                |
| 2012      | 106.º                     | Bjørn Tore Hoem (622.º)                     |
| 2013      | 67.º                      | Sondre Holst Enger (73.º)                   |
| 2014      | 102.º                     | Bjørn Tore Hoem (450.º)                     |
| 2015      | 82                        | Andreas Vangstad (159)                      |
| 2016      | 70                        | Andreas Vangstad (573)                      |
| 2017      | 67                        | Andreas Vangstad (252)                      |

## Sparebanken Sør em 2017[19]

### Elenco
| Integrantes da equipe 2017 | Integrantes da equipe 2017 | Integrantes da equipe 2017      | Integrantes da equipe 2017 |
| Ciclista                   | Data de nascimento         | Equipe anterior                 |                            |
| -------------------------- | -------------------------- | ------------------------------- | -------------------------- |
| Kristian Aasvold           | 30 maio 1995               |                                 |                            |
| Eirik Bruland              | 20 fevereiro 1995          |                                 |                            |
| Herman Dahl                | 24 novembro 1993           | Kristiansands Cykleklubb (2014) |                            |
| Andreas Erland             | 31 agosto 1992             |                                 |                            |
| Ludvik Aspelund Holstad    | 1 agosto 1998              |                                 |                            |
| Fridtjof Røinås            | 2 agosto 1994              | Grimstad Sykleklubb (2012)      |                            |
| Mathias Skjold             | 20 setembro 1996           |                                 |                            |
| Petter Theodorsen          | 4 abril 1995               | Ringeriks-Kraft (2015)          |                            |
| Trond Trondsen             | 8 abril 1994               | Frøy-Bianchi (2014)             |                            |
| Andreas Vangstad           | 24 março 1992              | Kristiansands Cykleklubb (2013) |                            |
|                            |                            |                                 |                            |
| Fonte: ProCyclingStats     |                            |                                 |                            |

### Vitórias
| Data | Corrida | País | Classe | Vencedor |
| ---- | ------- | ---- | ------ | -------- |

## Temporadas precedentes
Elenco
Vitórias
Nenhuma vitória UCI.
Elenco
Vitórias
Nenhuma vitória UCI.
Elenco
Vitórias
Nenhuma vitória UCI.
Elenco
Vitórias
Elenco
Vitórias
Nenhuma vitória UCI.
Elenco
| Ciclista              | Data de nascimento     | País    | Equipa 2014      |  |
| --------------------- | ---------------------- | ------- | ---------------- |  |
| Kristian Aasvold      | 30 de maio de 1995     | Noruega | Sparebanken Sør  |  |
| Vegard Robinson Bugge | 7 de dezembro de 1989  | Noruega | Joker            |  |
| Herman Dahl           | 24 de novembro de 1993 | Noruega | Kristiansands CK |  |
| Andreas Erland        | 31 de agosto de 1992   | Noruega | Sparebanken Sør  |  |
| Carl Fredrik Hagen    | 26 de setembro de 1991 | Noruega |                  |  |
| Christian Kaggestad   | 14 de setembro de 1995 | Noruega | Sparebanken Sør  |  |
| Thomas Larsen         | 22 de maio de 1994     | Noruega | Sparebanken Sør  |  |
| Morten Mørland        | 5 de dezembro de 1986  | Noruega | Sparebanken Sør  |  |
| Fridtjof Røinås       | 2 de agosto de 1994    | Noruega | Sparebanken Sør  |  |
| Trond Trondsen        | 8 de abril de 1994     | Noruega | Frø Bianchi      |  |
| Andreas Vangstad      | 24 de março de 1992    | Noruega | Sparebanken Sør  |  |

Vitórias
| Data       | Corrida                       | País      | Classe | Vencedor         |
| ---------- | ----------------------------- | --------- | ------ | ---------------- |
| 24/05/2015 | 5. ª etapa da Volta à Noruega | Noruega   | 2.hc   | Andreas Vangstad |
| 14/06/2015 | Volta de Fyen                 | Dinamarca | 1.2    | Andreas Vangstad |

Elenco
| Ciclista            | Data de nascimento     | País    | Equipa 2015      |  |
| ------------------- | ---------------------- | ------- | ---------------- |  |
| Kristian Aasvold    | 30 de maio de 1995     | Noruega | Sparebanken Sør  |  |
| Herman Dahl         | 24 de novembro de 1993 | Noruega | Sparebanken Sør  |  |
| Andreas Erland      | 31 de agosto de 1992   | Noruega | Sparebanken Sør  |  |
| Carl Fredrik Hagen  | 26 de setembro de 1991 | Noruega | Sparebanken Sør  |  |
| Christian Kaggestad | 14 de setembro de 1995 | Noruega | Sparebanken Sør  |  |
| Åge Ljøstad Nilsen  | 1 de janeiro de 1995   | Noruega | Kristiansands CK |  |
| Fridtjof Røinås     | 2 de agosto de 1994    | Noruega | Sparebanken Sør  |  |
| Petter Theodorsen   | 4 de abril de 1995     | Noruega | Ringeriks-Kraft  |  |
| Trond Trondsen      | 8 de abril de 1994     | Noruega | Sparebanken Sør  |  |
| Andreas Vangstad    | 24 de março de 1992    | Noruega | Sparebanken Sør  |  |

Portraits
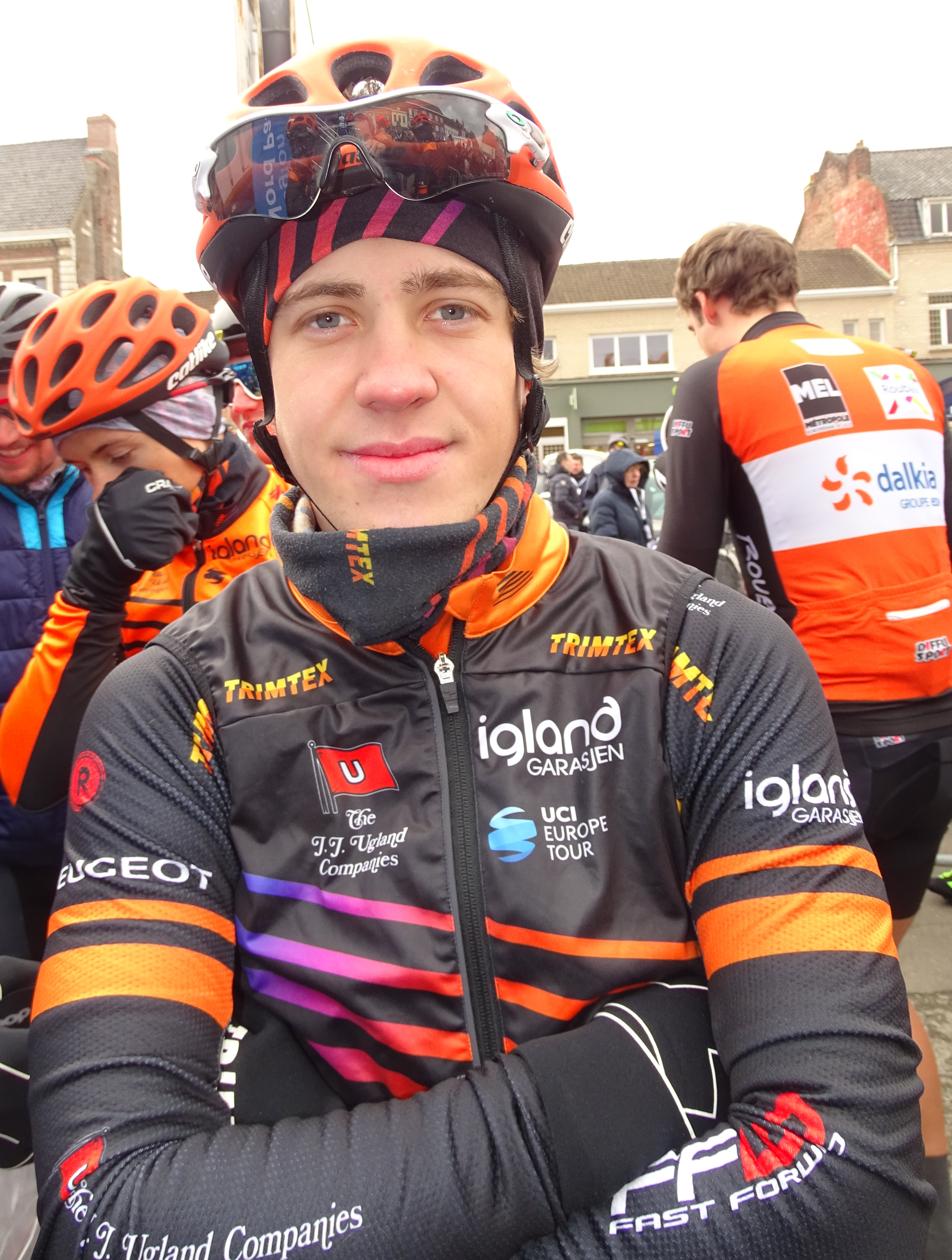
Kristian Aasvold.
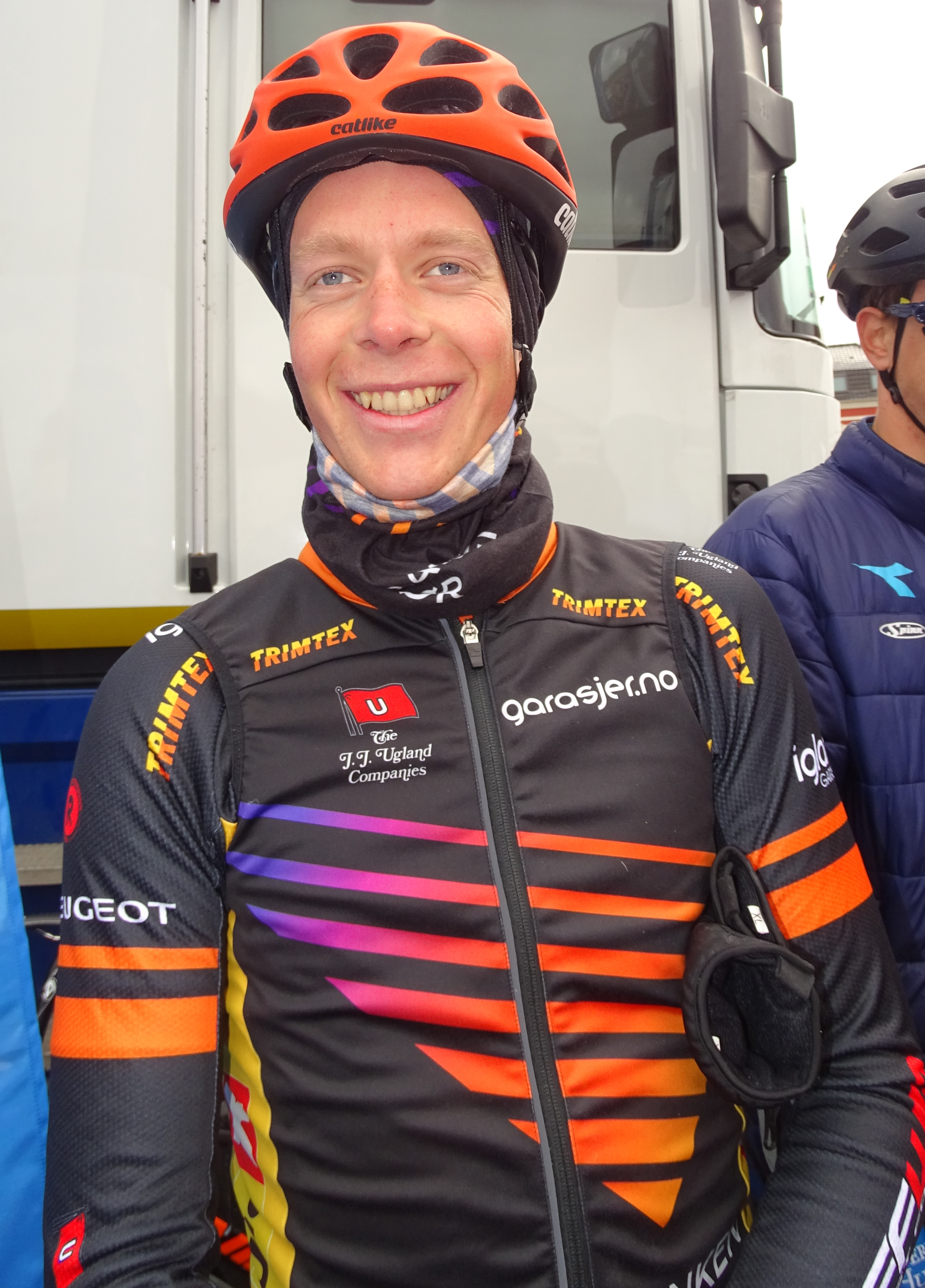
Andreas Erland.
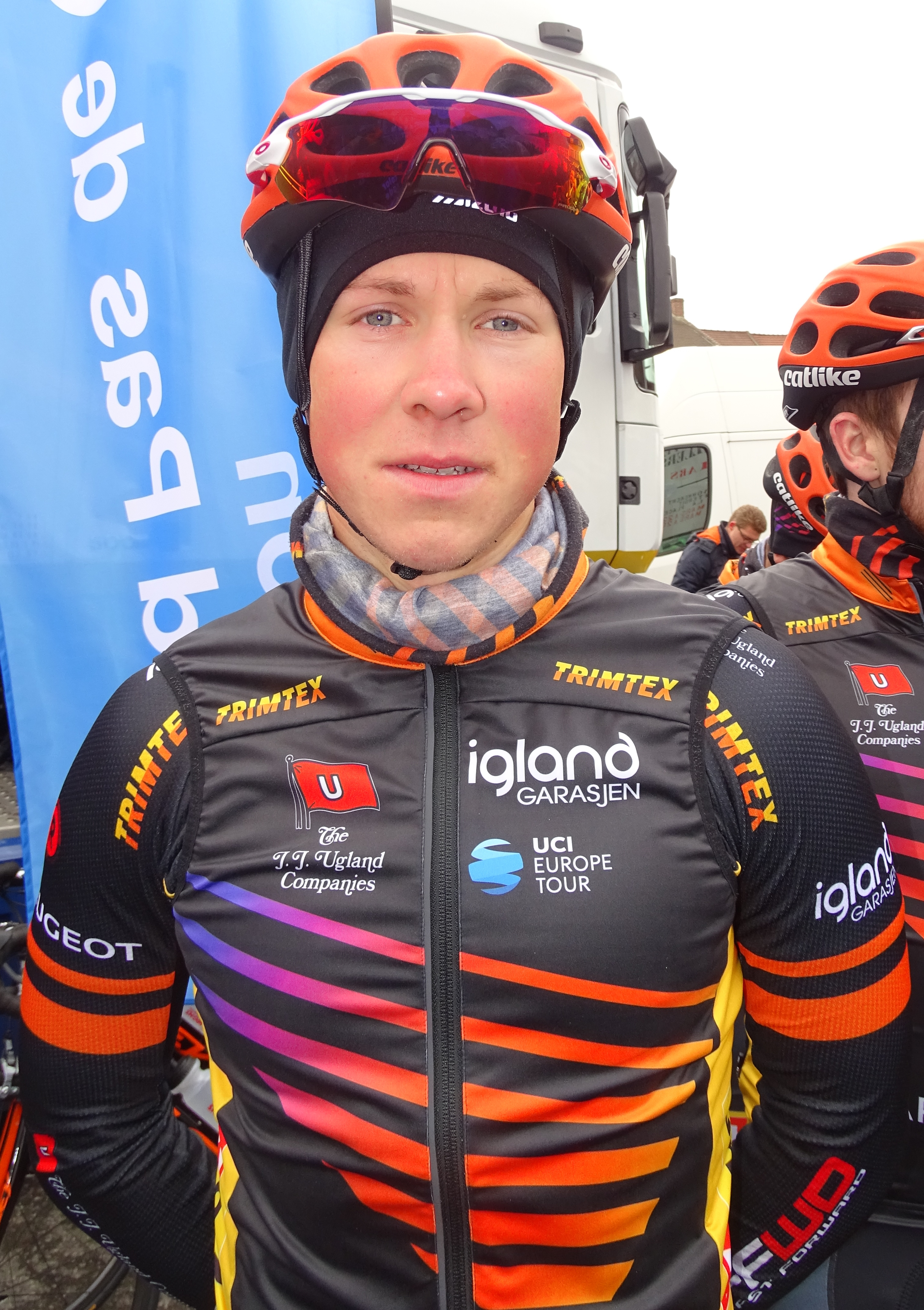
Carl Fredrik Hagen.
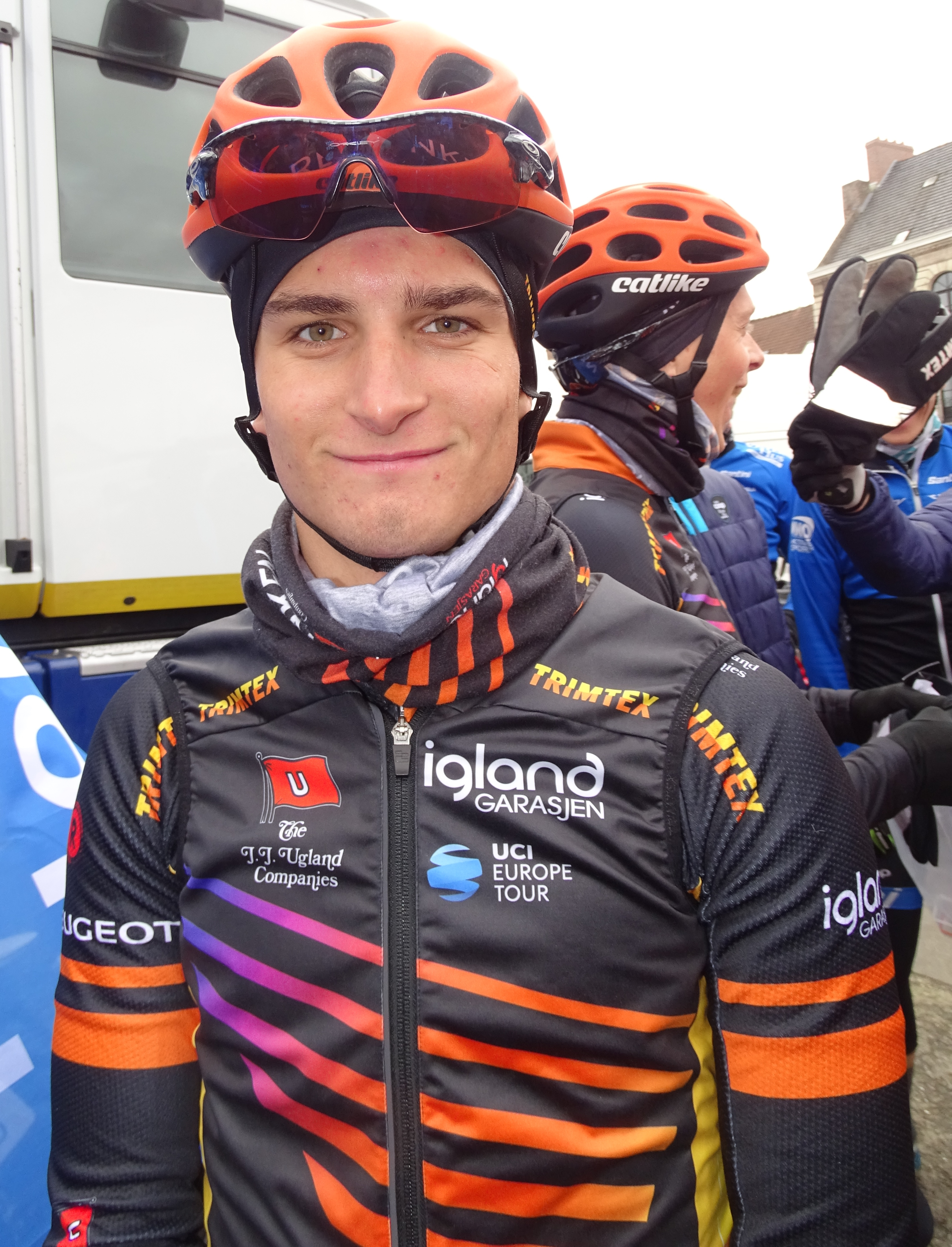
Åge Ljøstad Nilsen.
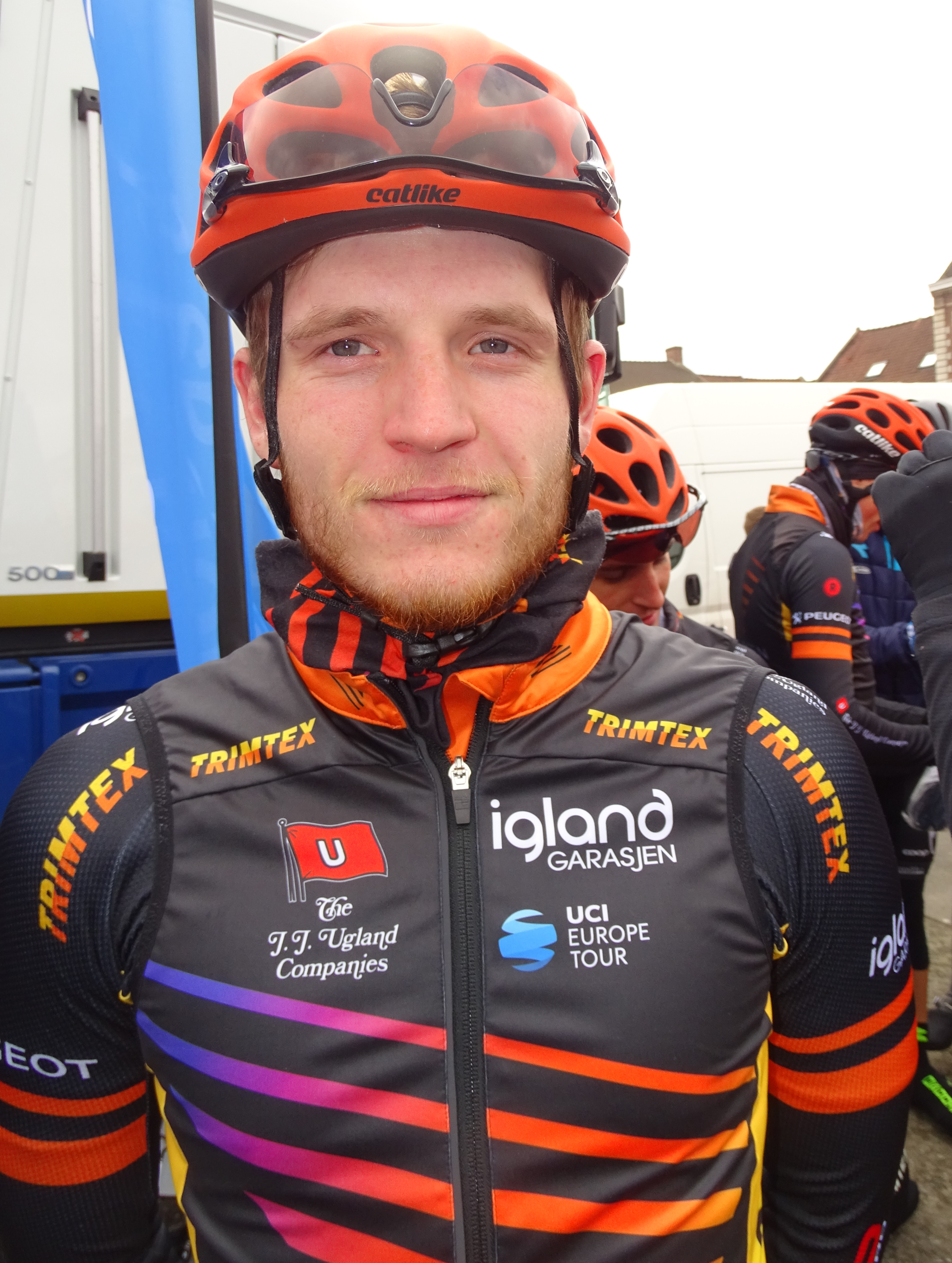
Petter Theodorsen.
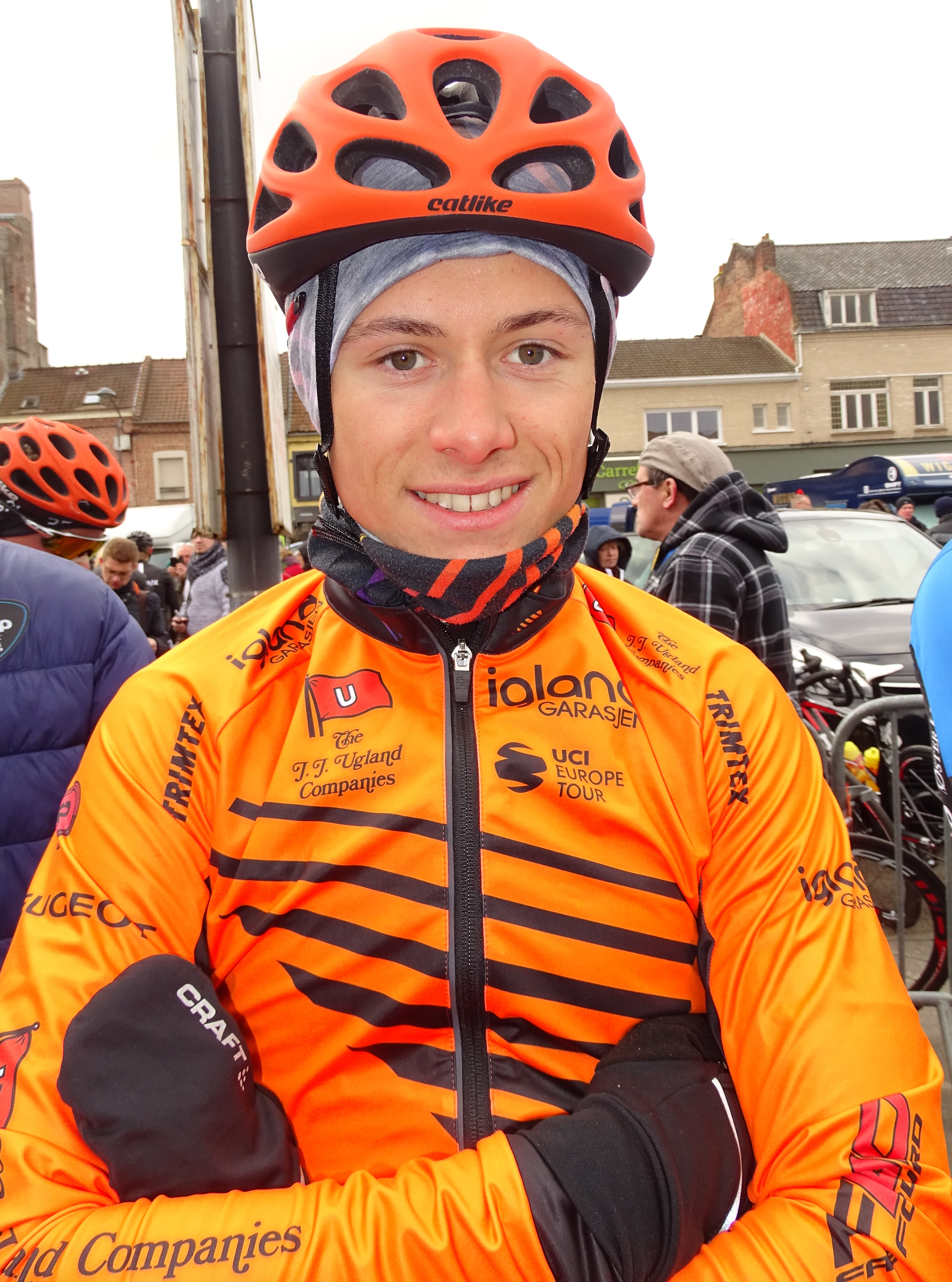
Trond Trondsen.
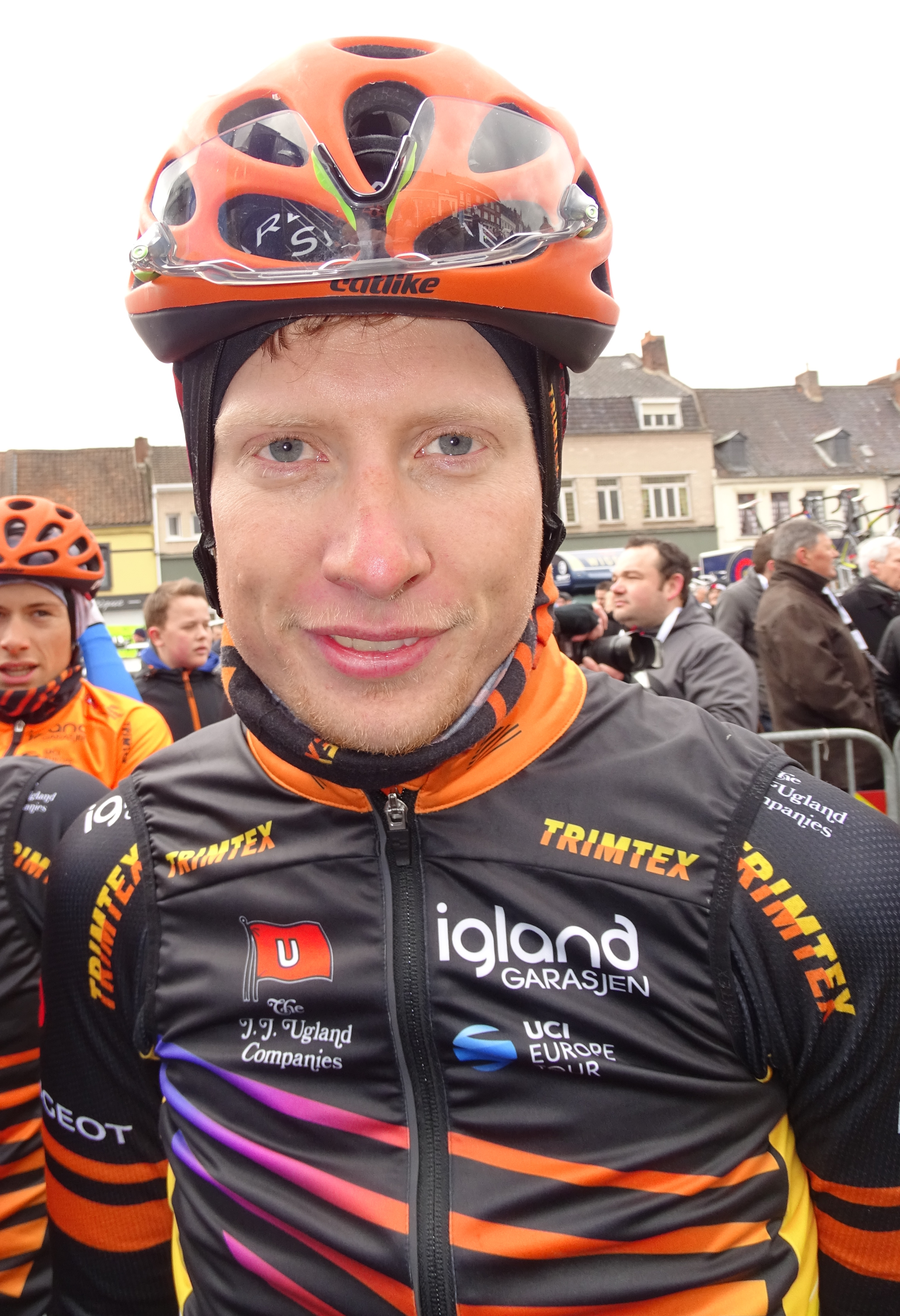
Andreas Vangstad.

Vitórias
| Data       | Corrida                            | País    | Classe | Vencedor             |
| ---------- | ---------------------------------- | ------- | ------ | -------------------- |
| 15/04/2016 | 3. ª etapa da Tour de Loir-et-Cher | França  | 2.2    | Fridtjof Røinås      |
| 7/05/2016  | Sundvolden GP                      | Noruega | 1.2    | Andreas Vangstad     |
| 8/05/2016  | Ringerike GP                       | Noruega | 1.2    | Trond Håkon Trondsen |